# Giuseppe Antonio Trinchieri di Venanzone
Giuseppe Antonio Trinchieri di Venanzone (Nizza, 1769 – ...) è stato un generale italiano, veterano delle guerre napoleoniche dove combatté nella file dell'armata sarda e in quelle dell'esercito imperiale russo. Dopo la restaurazione rientrò al servizio del governo sabaudo nel 1816, e fu comandante delle Divisioni militari di Cuneo, Torino e Genova. Insignito della Gran croce dell'Ordine dei Santi Maurizio e Lazzaro e dell'Ordine Pour le Mérite.

## Biografia
Nacque a Nizza nel 1769.  Arruolatosi nell'Armata Sarda combatté nella guerra delle Alpi. Nel 1799 passò, con il grado di tenente, al servizio dell'esercito imperiale russo, agli ordini del generale Aleksandr Vasil'evič Suvorov, combattendo nella battaglia del Trebbia e in quella di Novi. Il 20 ottobre 1802, con il nome russo di Osip Petrovič Tranšeri de Venanson, entrò nel seguito dello zar Alessandro III, e il 1º dicembre fu promosso maggiore e insignito della Croce di Cavaliere dell'Ordine di Sant'Anna di 3ª classe per la campagna di Austerlitz. Assegnato successivamente all'Armata di Moldavia, prese parte alla conquista di Kilia, Ackermann e Ismail. Entrato al seguito di Armand Emmanuel de Vignerot du Plessis, duca di Richelieu, partecipò a varie spedizioni contro i circassi e alla cattura della fortezza turca di Sujuk-Qale. Promosso tenente colonnello di cavalleria il 20 gennaio 1808, e colonnello l’8 febbraio 1811, trascorse qualche anno a Odessa, dove il duca di Richelieu prestava servizio come governatore.
Nel 1812 fu distaccato al corpo d'armata al comando del principe Fabian Gottlieb von Osten-Sacken nel combattimento di Wołkowysk fu insignito della Croce di Cavaliere dell'Ordine di San Vladimiro di 4ª classe con nastro. Nel 1813 partecipò all'occupazione di Varsavia, alle battaglie di Bautzen e Katzbach (Lipsia) e al passaggio del Reno venendo insignito dell'Ordine Pour le Mérite (8 dicembre 1813); nel 1814 a scontri d'avanguardia e alle battaglie di Brienne-le-Château, La Rothière, Montmirail, Chateau-Thierry e La Ferté-sous-Jouarre. Intanto egli aveva chiesto di tornare al servizio del Regno di Sardegna, ma Ignazio Thaon di Revel gli rispose che la cosa era fuori questione. Promosso maggior generale per essersi distinto a La Rothière (28 ottobre 1814), divenne comandante dell’8ª Divisione e nel 1815 prese parte all’assedio di Metz. 
Il 2 maggio 1816, dopo la Restaurazione, lasciò il servizio russo per quello sardo, e il 15 agosto 1820 fu decorato, come Galateri di Genola e altri 17, della Gran croce dell'Ordine dei Santi Maurizio e Lazzaro. Nominato comandante della Divisione militare di Cuneo (20 maggio 1817), e poi di Torino (dicembre 1820), si dimise dal servizio all'atto dell'abdicazione del re Vittorio Emanuele I (13 marzo 1821). Dopo la nomina a sovrano di Carlo Felice I e la sconfitta dei ribelli nella battaglia di Novara (8 aprile 1821), il 10 aprile 1821 venne nominato membro della commissione inquirente sulla condotta degli Ufficiali. La Commissione era composta da: presidente cavaliere Ignazio Thaon di Revel conte di Pralungo, conte Venanzone, cavaliere Vialardi di Verrone, conte Sambuy, marchese di Faverges, maggiori generali; dal conte Langosco, presidente nel Real Senato di Piemonte, e dal cavaliere Roget de Cholex, già intendente generale in Sardegna , quali membri, mentre l'uditore generale di guerra, conte Calvi, era incaricato delle funzioni di relatore. La commissione si riunì dal 19 al 26 aprile 1821. Nominato comandante della Divisione di Genova il 14 dicembre 1822, promosso tenente generale nel 1830, fu pensionato nel 1831 ritirandosi a vita privata nella sua villa di San Carlo, sulle colline sovrastanti Nizza.
Il luogo e la data di morte non sono noti.

### Annotazioni
1. ↑  Dove nel 1838 fu edificata la base navale russa di Novorossijsk.

### Fonti
1. 1 2 3 4 5 6 7  Ilari, Shamà 2008, p. 499.
2. 1 2 3 4 5 6 7 8 9 10  Ilari, Shamà 2008, p. 122.
3. ↑  Corti 2002, p. 107.
4. ↑  Pinelli 1834, p. 624.